# ドラゴンボールの世界における年表
ドラゴンボールの世界における年表（ドラゴンボールのせかいにおけるねんぴょう）では、漫画『ドラゴンボール』、およびそれを原作にした『ドラゴンボール』『ドラゴンボールZ』『ドラゴンボール超』『ドラゴンボールGT』などのアニメ作品群やゲーム作品における、架空世界における出来事を年表形式に掲載する。
ドラゴンボールの世界では、トランクスやセルのようにタイムトラベルを行うことで、パラレルワールドが発生する。このことに関しては作中でトランクスも語っており、過去に戻って歴史を変えても本来の歴史には反映されず、元々の世界ですでに起きてしまった出来事は元々の世界では何も変わらない為、仮にトランクスがタイムマシンで過去に戻って悟空の命を救ったり、人造人間が起動する前に破壊したりしてもその世界の未来が変わるだけで、トランクスが元々居た世界の悟空が生き返ったり、起動してしまった人造人間が消滅したりするわけではない。つまりトランクスの言によれば「ちょっとしたことでたくさんの未来がうまれてしまう」という事になる。なおトランクスは｢自分がベジータとブルマの息子である事が知らされると自分の存在が消えてしまう｣という趣旨の言葉を述べているが、その世界のトランクスが誕生しないだけで、本人自身が消える事は決してない。
この設定とは特に関与せず、『ドラゴンボールZ 神と神』より前の劇場版作品は、時系列的に原作・アニメと矛盾が生じている物が多く、これも端的にパラレルワールドといえる作品が多い。そのため劇場版のキャラクターや設定は原作には登場したり、反映される事がない。
『ドラゴンボール超』では、パラレルワールドの数だけ時の指輪があることが判明した。未来トランクス編の最終回では銀色の指輪が1つと緑色の指輪が5つあり、その後にザマスを封印する未来の歴史も生まれた。漫画版『超』では複数の指輪を見たザマスに対して、「かつて第12宇宙に住む高度な文明を持った人間が、過去に戻る装置を使って歴史を変えてしまったためにできてしまった並行世界用の指輪」「以後時間の操作は厳しく禁じられた」と界王神ゴワスが説明している。また本編でゴワスとザマスが時の指輪を使う際に、「前に時の指輪を使ったのはザマスが弟子になるより400年以上も前のことだ」と語っている。

## 孫悟空誕生以前の物語
神歴41年
龍神ザラマが直径37,196.2204kmの超ドラゴンボールを作り出す。
神歴42年
超ドラゴンボールの赤いヒトデマークが、どの角度から見てもヒトデ型を為すよう屈折を利用したザラマオリジナルの構造で特許を取得。
1億年以上前
既に界王星は存在していた。
大界王に修業をつけてもらう為に大界王星で数億年間修業している者もいた（Z）。
約7500万年前
破壊神ビルスと口論になり、15代前の界王神（後の老界王神）がゼットソードに封じ込められる。
約1000万年前
大界王神がモロの魔力を封じる（漫画版『超』）。
約500万年前
魔導師ビビディが魔人ブウを造りだし、数年で数百の星が壊滅。
大界王神が4人の界王神を率いて魔人ブウに戦いを挑むが敗北。東の界王神は重傷を負い、北の界王神・西の界王神は殺され、大界王神と南の界王神はブウに吸収される。
ビビディが封印した魔人ブウの玉を地球に持ち込む。
その間隙を突く形でビビディが生き残った東の界王神に倒される。魔人ブウの球は、衝撃によって封印が解かれることを危惧され地球に放置されたままとなる。
数万年前
太上老君ことアンニンが、あの世とこの世の境目である五行山に置かれた八卦炉の管理を始める（元祖）。
7000年前
北の銀河の戦士ミゴレンが極悪エイリアンと勇敢に戦う（Z）。
5000年前
魔人ルシフェルが魔力を秘めた宝石「ねむり姫」を盗み出す（魔神城のねむり姫）。
エイジ紀元前4237
魔凶星に住む、ガーリックJrたちの先祖である魔族が、地球に移住する（Z）。
3500年前
北の銀河の戦士サーテが故郷の星を隕石の衝突から守る（Z）。
エイジ紀元前739
蛇道神が蛇姫となり、蛇の道の中間地点に城を構える（Z）。
エイジ紀元前238頃
サイヤ人の間で伝説とされる超サイヤ人が出現。破壊と殺戮で宇宙を恐怖に陥れる。
この超サイヤ人は「ヤモシ」 。だという声もあるが、ヤモシは正義の心を持ったサイヤ人である為、前述した「破壊と殺戮で宇宙を恐怖に陥れる。」という記述とは大きく食い違う。
エイジ紀元前237頃
ウミガメ誕生。
エイジ250頃
占いババが占い家業をはじめる。
エイジ261
閻魔大王が、蛇の道を通り界王星に行く。
蛇の道の途中にいた蛇姫が閻魔大王に惚れる（Z）。
ナメック星に天変地異が起こる。カタッツの子がナメック星から脱出、地球のユンザビット高地に不時着する。
エイジ430
亀仙人誕生。
エイジ431
カタッツの子、地球の神に弟子入りする。
エイジ431 - エイジ461の間のいずれかの時期
カタッツの子、ガーリックとの後継争い（Z）。
カタッツの子、究極のドラゴンボールを作り出す（GT）。
エイジ448
武泰斗の弟子として修行中の亀仙人、ファンファンに恋をする（元祖）。
エイジ459
桃白白誕生。
エイジ461
カタッツの子、地球の神になる。
ガーリックが神に反逆を起こすも敗れ去る（Z）。
神から分離した邪心から誕生したピッコロ大魔王を、武泰斗が魔封波で電子ジャーに封印する。それにより武泰斗は死亡する。
エイジ474
ダーブラが部下に地球を調査させる。
エイジ550頃
原始サイヤ人、謎の宇宙船で惑星プラントに漂着する。持ち前の繁殖力で数を増やし、わずか数百年で異常な進化を遂げ、知性を持つと同時に、殺戮本能も強大になる。
エイジ553
この頃から亀仙人がスケベ本のコレクションを始める。
エイジ650頃
亀仙人が海底で三星球を見つける。
エイジ650
5月7日
第1回天下一武道会が開かれる。
エイジ658
孫悟飯（悟空の育ての親）誕生。
エイジ662
地球の神、付き人のミスター・ポポに自分の生い立ちを話す。
エイジ715
ムラサキ曹長誕生。
エイジ720 - エイジ730の間のいずれかの時期
ベジータ王率いるサイヤ人とツフル人の全面戦争勃発。
次第に追い詰められたツフル人は、残された科学力で寄生型生物（後のベビー）を開発。これにツフル王の遺伝子を移植し、宇宙に放つ（GT）。
ツフル人の科学者Dr．ライチーが死亡する。サイヤ人殲滅兵器である怨念増幅装置ハッチヒャックが宇宙へ打ち出される（サイヤ人絶滅計画）。
戦いはサイヤ人が圧勝。ツフル人は絶滅し、惑星プラントは惑星ベジータと改名。サイヤ人はスカウターなどツフル人の技術を我が物とし、宇宙進出を開始。他の異星人に対しての戦力提供を始める。
エイジ721
タイツ誕生（ジャコ）。
ナム誕生。
エイジ722
ブルー将軍誕生。
1月17日
則巻千兵衛誕生。
エイジ726
ランファン誕生。
エイジ727
8月13日
山吹みどり誕生。
エイジ730
摘鶴燐誕生。
桃白白、脱サラをして殺し屋稼業を開始。
9月24日
空豆タロウ誕生。
エイジ731
サイヤ人、フリーザと手を組み宇宙の地上げ屋を始める。
ベジータ王が妃を娶る。
エイジ732
ベジータ誕生。
摘突詰誕生。
9月1日
空豆ピースケ誕生。
12月21日
木緑あかね誕生。
エイジ732 - エイジ737の間のいずれかの時期
ベジータ、ビルスに跪くベジータ王を見る（神と神、超）。
エイジ733
天津飯誕生。
3月20日
ヤムチャ誕生。
5月8日
地球の現国王が即位する。
8月18日
ブルマ誕生。
エイジ735
ヤジロベー誕生。
ベビー、ツフル人を滅ぼしたサイヤ人への復讐を誓う。さらにツフル人再興のための「全宇宙ツフル化計画」を始動する（GT）。
サイヤ人、フリーザに反感を強め始める。サイヤ人同士の内乱が多発する。
エイジ736
ミスター・サタン誕生。
タイツ、ウエスト大学卒業（ジャコ）。
10月29日
クリリン誕生。

### 銀河パトロール ジャコ
『DRAGON BALL－ 放たれた運命の子供』（以下『放たれた運命の子供』）冒頭から『銀河パトロール ジャコ』（以下『ジャコ』）エピローグの間までに起きた出来事。『ドラゴンボールZ たったひとりの最終決戦〜フリーザに挑んだZ戦士 孫悟空の父〜』（以下『たったひとりの最終決戦』）もこの間の出来事。『ドラゴンボールZ とびっきりの最強対最強』（以下『とびっきりの最強対最強』）、『ドラゴンボールZ 燃えつきろ!!熱戦・烈戦・超激戦』（以下『熱戦・烈戦・超激戦』）についても言及。
エイジ737
孫悟空（カカロット）誕生。
隣の保育器でブロリーが泣く（熱戦・烈戦・超激戦）。
サイヤ人がカナッサ星とミート星を制圧。
ベジータが強化サイバイマンを一網打尽にする（たったひとりの最終決戦）。
ベジータ王がブロリーの戦闘力に怖れをなし、その父パラガスとの抹殺を命じる（熱戦・烈戦・超激戦）。
フリーザに対して、ベジータ王が反乱を起こすも返り討ちにあい死亡（Z）。
フリーザが、バーダックやサイヤ人もろとも惑星ベジータを消滅させる（たったひとりの最終決戦）。
カカロット、惑星ベジータを脱出。
その様子をクウラと機甲戦隊が眺めている（とびっきりの最強対最強）。
ブロリーの力でパラガス救出（熱戦・烈戦・超激戦）。
ジャコ、地球に向かったサイヤ人（カカロット）の討伐を命じられる（放たれた運命の子供）。
8月か9月の某日（カカロットが地球に到着する4日前）
ジャコ、地球に不時着。オオモリと出会う（ジャコ）。
某月某日（カカロットが地球に到着する3日前）
20時頃：ジャコ、暴漢からタイツを救うが、その際、警官も倒してしまい、お面マンとして指名手配される（ジャコ）。
某月某日（カカロットが地球に到着する2日前）
お面マン（ジャコ）の似顔絵が公開される（ジャコ）。
某月某日（カカロットが地球に到着する1日前）
ジャコ、東の都に落ちるキラキラ8号からタイツと岡割船長を救出（ジャコ）。
某月某日
10時頃：カカロット、オオモリたちの島を通過。ジャコ、それを見逃す。
カカロット、地球に到着。孫悟飯に拾われ『孫悟空』と名づけられる。
12時頃：ジャコ、テレビ局を訪れる（ジャコ）。
夕方：タイツの父と母と妹（ブルマ）が、オオモリの家に到着（ジャコ）。
18時：ニュースでジャコの映像が流れる（ジャコ）。
某月某日（カカロットが地球に到着した2日後）
ジャコ、使命を終え、地球を離れる。
11月5日
チチ誕生。
牛魔王の妻が病死する。
エイジ737 - エイジ749の間のいずれかの時期
ジャコ、再び地球へ来る（ジャコ）。
タイツ、SF小説家になる（ジャコ）。
エイジ738
餃子誕生。
孫悟空、谷から落ちて頭を強打するも生還。これによりサイヤ人特有の凶暴な性格が消える。
エイジ739 - エイジ740頃の時期
ブロリー誕生（ブロリー）。
ベジータ誕生（ブロリー）。
エイジ739
牛魔王、チチを連れてピクニックに出発。牛魔王の城に火の精が落ちてきて山が火だるまになり、涼景山はフライパン山と呼ばれるようになる。
破壊神ビルス、予言魚から39年後にビルスに強敵が現れるという予言を聞き、39年の眠りにつく。
エイジ740
クリリンが多林寺に弟子入りする。
ベビーは、強力な体を手に入れるためのエネルギーを集めるため、ドクター・ミューを製造する。マシンミュータントの開発方法をプログラムされたドクター・ミューは、ルードやM2たちの製造を開始（GT）。
9月2日
プーアル誕生。
9月23日
ウーロン誕生。
エイジ741 - エイジ742頃の時期
孫悟空（カカロット）誕生（ブロリー）。
フリーザ率いるサイヤ人がシリアル星を壊滅させる（漫画版『超』）。
バーダックがヒータ一味のガスと交戦し勝利する（漫画版『超』）。
エイジ740 - エイジ747の間のいずれかの時期
南部変身幼稚園出身でウーロンとプーアルが出会い、変身を学ぶ。
エイジ744 - エイジ745頃の時期
バーダックがカカロットを地球に飛ばす（ブロリー）。
フリーザが、バーダックやサイヤ人もろとも惑星ベジータを消滅させる（ブロリー）。
エイジ745
則巻アラレ誕生。
エイジ747
ヤムチャとプーアルが出会い、荒野で盗賊を始める。
エイジ748
亀仙人の不死鳥が食中毒で死ぬ。
山中へ松茸狩りに出かけたウミガメが迷子になる。
エイジ749
則巻ターボ誕生。
4月上旬
ブルマが西の都の高校へ入学。
4月 - 8月
ブルマ、自宅の倉で二星球を、北の谷で五星球を発見。
8月頃
ブルマ、夏休みの間に、オオモリの家にやってくる（ジャコ）。

## ドラゴンボール
エイジ749
9月1日 - 9月9日
悟空とブルマが出会う。ドラゴンボール探しの旅を始める。
悟空とブルマ、亀仙人、ウーロン、ヤムチャ等と出会う。
フライパン山の炎を亀仙人がかめはめ波で山ごと消し去る。
ドラゴンボールがすべてそろい、神龍が出現。ウーロンがギャルのパンティーをもらい、ピラフ一味の世界征服の願いは阻止される。
9月10日
銀行強盗を行い逃亡していたランチ、悟空とクリリンに助けられ、カメハウスへ行く。
悟空とクリリンが亀仙人に弟子入りする。
9月11日
亀仙人、クリリン、ランチ、前日に食べたフグの中毒で寝込む。
9月14日 - 翌年5月
悟空とクリリン、本格的に修行を開始。
10月2日
ブルマが通う西の都の高校で2学期が始まる。
エイジ750
4月18日
レッドリボン軍のシルバー隊がドラゴンボール探索を始める。
5月7日
第21回天下一武道会開催。ジャッキー・チュンが優勝。
砂漠にあるピラフの秘密基地においてレッドリボン軍が六星球を手に入れる。
牛魔王の村で悟空がチチと再会（元祖）。
ギラン一族のグルグルガムによりせき止められていたナムの村の干上がった川が、孫悟空により流れ始める（元祖）。
5月8日
レッドリボン軍のマッスルタワーが、悟空により壊滅する。
5月9日
ペンギン村で悟空とブルー将軍が闘う。ブルー将軍、則巻アラレに撃退される。
聖地カリンの闘いで、ボラが桃白白に殺される。悟空、桃白白に敗れる。
5月10日 - 5月12日
悟空がカリン塔に登り修行。
5月12日
悟空、桃白白を倒し、レッドリボン軍本部も壊滅させる。
占いババの宮殿で、悟空が亡き孫悟飯じいちゃんと再会する。
悟空、神龍によってウパの父ボラを生き返らせる。
7月某日
ナムの村が雨季に入る（元祖）。
エイジ750 - エイジ753の間のいずれかの時期
悟空が修行の旅に出る。
悟空、チャオの村で金閣、銀閣を倒す（元祖）。
悟空、陳大拳と知り合い、御前試合に出場。天龍と対決する（元祖）。
悟空、クレス王国にある魔界の門を通り、シュラと対決する（元祖）。
悟空、猪鹿蝶を退治する際、天津飯と出会う（元祖）。
エイジ753
5月5日
悟空とコンチキが出会う。武道会会場のパパイヤ島めざし出発する（元祖）。
5月7日
第22回天下一武道会開催。天津飯が優勝。
レッドリボン軍残党のドクター・ゲロが、超小型虫型スパイロボットを使って悟空たちの戦闘データを採取する。
5月7日 - 5月9日
ピッコロ大魔王が活動開始。ピッコロ大魔王の手下たちが、クリリンをはじめとする武道会の名簿に記載されていた武道家たちを次々と葬る。
亀仙人、ピッコロ大魔王の封印に失敗して死亡し、餃子がピッコロ大魔王に殺される。
ピッコロ大魔王、神龍によって若返り、神龍を殺す。
キングキャッスルで、国王の在位20周年記念式典が催される。 同日、ピッコロ大魔王が国王の座を奪い取る。
悟空、超神水を飲みパワーアップ、ピッコロ大魔王を倒す。直後にマジュニア誕生。
桃白白、改造手術が完了する。
悟空、神の神殿へ行き、神龍が蘇える。ピッコロ大魔王一味に殺された者が生き返る。
悟空、神様の下で修行を始める（～エイジ756まで）。
エイジ756
5月7日
第23回天下一武道会開催。マジュニアを倒し孫悟空が優勝。悟空がチチと婚約。
悟空とチチの結婚式が執り行われていた最中、牛魔王の城が八卦炉の火により出火（元祖）。
5月8日
悟空、五行山に行き、孫悟飯と再会。八卦炉の鍋の底に空いた穴を直し、炎を消す（元祖）。
エイジ757
ビーデル誕生。
5月某日
孫悟飯誕生。

## ドラゴンボールZ
『ドラゴンボールZ (1989年の映画)』（以下『1989年Z劇場版』）、『ドラゴンボールZ とびっきりの最強対最強』（以下『とびっきりの最強対最強』）、『ドラゴンボール改 スーパーブロリーステージ』(以下『改ステージ』)、『ドラゴンボールZ 激突!!100億パワーの戦士たち』（以下『100億パワーの戦士たち』）、『ドラゴンボールZ 燃えつきろ!!熱戦・烈戦・超激戦』（以下『熱戦・烈戦・超激戦』）、『ドラゴンボールZ 銀河ギリギリ!!ぶっちぎりの凄い奴』（以下『ぶっちぎりの凄い奴』）、『ドラゴンボールZ外伝 サイヤ人絶滅計画』（以下『サイヤ人絶滅計画』）、『ドラゴンボールZ 危険なふたり!超戦士はねむれない』（以下『超戦士はねむれない』）についても言及。
エイジ760 - エイジ770の間のいずれかの時期
宇宙人リルドが、ドクター・ミューにより肉体に改造を加えられ、将軍に任命される（GT）。
リルド将軍と機能をリンクさせた超巨大な惑星型マシンミュータント惑星M2が完成する。この惑星を本拠地にし、M2軍団は宇宙中からエネルギーの収集を始めるようになる（GT）。
エイジ761
ガーリックJr.一味が悟飯をさらう。助けにきた悟空がガーリックJr.を撃破（1989年Z劇場版）。
10月12日
ラディッツが地球に襲来。悟空、ピッコロと手を組みラディッツを倒すも、悟空も共に死亡。
ベジータとナッパ、地球へ向かう。
某月某日
ベジータとナッパ、途中にあったアーリア星を星ごと滅ぼし、宇宙船の中でコールドスリープに入る（Z）。
悟飯、ピッコロにより共に修行を始める。
ヤムチャ、野球選手のアルバイトをする（Z）。
悟飯、砂漠の地下遺跡で旧型ロボットと出会う（Z）。
悟飯、ホームシックから逃げ出すも、孤児のピゲロと出会い、勇気を取り戻す（Z）。
エイジ762
3月某日
クリリン、天津飯、餃子、ヤムチャ、ヤジロベー、神様の元で修行を始める。
4月29日
悟空、蛇の道から界王星に到着。修行開始。
5月某日
クリリンたちが時の旅に出かけ、幻のサイヤ人と戦い完敗する（Z）。
11月2日
悟空、修行を終了し生き返る。
11月3日
ベジータとナッパ、地球に到着する。
サイヤ人の攻撃を受けヤムチャ、餃子、天津飯、ピッコロが戦死。ピッコロと一心同体の神様も死亡し、ドラゴンボールが消滅する。
悟空、ナッパ倒す。悟空とベジータの激闘の末、ベジータは重傷を負い、撤退する。
戦闘データの採取を終えたドクター・ゲロが、人造人間を造る。
超小型虫型スパイロボットが、セルを造るための細胞を悟空たちから採取する。
11月4日
悟空たちが、西の都にある病院に入院する。
11月9日
神様の宇宙船の改造が完了。
11月14日
ブルマと、治療の終わった悟飯、クリリンがナメック星に向けて出発する。
11月21日
ベジータ、惑星フリーザNo79に帰還。
12月13日
治療を受け回復したベジータ、フリーザを追ってナメック星へ出発する。
11月14日 - 12月18日の間のいずれかの時期
ブルマたち、鏡張りの宇宙船に乗った子供たちからナメック星への近道を教わる（Z）
ブルマたち、偽ナメック星で宇宙船を奪われそうになる（Z）。
12月18日
ブルマたちとベジータ、ナメック星に到着。
悟空、ナメック星に出発。
悟空、宇宙船がαHZ星の重力にとらわれ危機に陥るも、船外でかめはめ波を発射し、その反動により危機を逃れる（Z）。
ピッコロ、天津飯、ヤムチャ、餃子が界王星に到着し、修行を開始する。
ベジータVSザーボン、ザーボンが勝利するも、ドラゴンボールの位置を白状させる為にベジータを治療。
12月19日
フリーザの命令によりギニュー特戦隊が、ナメック星に出発。
12月20日
ベジータ、クリリンと再会し、ザーボンを2度目の戦いで葬る。
12月24日。
悟空、ナメック星に到着する。
ギニュー特戦隊、悟空とベジータにより全滅。
ナメック星のドラゴンボールによって、ピッコロが生き返り、ナメック星へワープ。ネイルと同化。
フリーザと戦闘開始。ベジータ、クリリン死亡。
悟空、超サイヤ人に覚醒し、フリーザと死闘を繰り広げる。
フリーザ一味に殺された者が、地球のドラゴンボールにより生き返る。
ナメック星にいる悟空とフリーザ以外の者全てが地球に移動。
最長老がムーリをナメック星の次期最長老に指名し、寿命により死亡。
悟空、フリーザを倒し、宇宙船で脱出。ナメック星は消滅。
エイジ763
ウミガメが1000回目の誕生日を迎える。
5月3日
クリリンとヤムチャが生き返る。
9月10日
天津飯と餃子が生き返り、ナメック星人が新たな星に移住する。ムーリがエイジ774までにナメック星のドラゴンボールをパワーアップさせる。
10月某日
魔凶星が5000年ぶりに地球へ接近する。サイヤ人が不在の中悟飯たちが、復活したガーリックJr.を撃破する（Z）。
ベジータが悟空を探すも見つからず、その最中残党であるアプールらを蹴散らす（Z）。
某月某日
悟空、ヤードラット星に不時着し、瞬間移動を習い始める。
セルが乗ったタイムマシンが到着し、セルは地下に潜る。
フリーザの改造手術が完了する。
エイジ764
8月某日
未来よりやってきたトランクスが、地球を襲来したフリーザとコルドを倒す。
超小型虫型スパイロボットが、セルを造るための細胞をフリーザ親子から採取する。
悟空、地球に帰還し、トランクスとの会話で人造人間の情報と心臓病の薬を入手。
某月某日
戦士たちがそれぞれ人造人間に備えて修行を開始。ベジータも重力室で超サイヤ人になるための特訓を開始する。
ブルマが浮気性だったヤムチャと破局。ベジータに恋心を抱き始める。
エアカーの免許を取得するため、悟空とピッコロが教習所へ行く（Z）。
ドクター・ゲロ、人造人間19号を造り、自らも人造人間20号として改造する。
エイジ764 - エイジ767の間のいずれかの時期
クウラ一味が地球に襲来。悟空たちと戦う（とびっきりの最強対最強）。
カプセルコーポレーションの見学会で悟空と悟飯が訪問。その際偶然にもパラガスとブロリーが押しかけ、ベジータを含めた3人でブロリーと激闘を繰り広げる（改ステージ）。
ベジータがスーパーサイヤ人に初めて覚醒する。
エイジ766
トランクス誕生。
セルが地下から地上に出る。1年間巨大セミの状態で活動。
エイジ767
5月7日
第24回天下一武道会開催。大人の部ではミスター・サタン、子供の部ではビーデルが優勝。
5月12日
人造人間が太っちょ19号とゲロ20号として出現。
悟空が心臓病で倒れる。
人造人間19号がベジータに倒される。
ドクター・ゲロ、『邪悪でない』少年の17号と少女の18号、モヒカンの16号らを覚醒させる。
ドクター・ゲロ、人造人間17号と18号に殺される。
セルが脱皮する。いわゆる第一形態でジンジャータウンの住人を吸収する。
ピッコロと地球の神が融合する。
クリリンとトランクス、この世界におけるセルの誕生を阻止。なお過去改編のせいかセルによれは24年後の791年まで誕生がずれ込むはずだった。
5月15日
ベジータと青年トランクスが、精神と時の部屋に入る。
悟空の心臓病が完治する。
5月16日
ベジータ、青年トランクスと入れ替わりに、悟空と悟飯が精神と時の部屋に入る。
セルが17号、18号を吸収し、完全体に進化。
5月17日
セルが全世界にセルゲーム開催を告知。
5月18日
桃白白、バーボン一味の用心棒を始める。
ライムたちの村を訪れた悟飯が、バーボン一味の悪事を粉砕する（Z）。
5月19日
悟空一家がハイキングへ行く。昼頃、王立防衛軍がセルに挑むも、壊滅させられる。
デンデが地球の新しい神になる。ドラゴンボールも復活する。
孫悟空、ドラゴンボール探しを始める。
桃白白、ウォッカ一味の用心棒を始める。孫悟空、桃白白と再会する。
5月17日 - 5月26日の間のいずれかの時期
マシン惑星・ビッグゲテスターが新ナメック星を覆う（100億パワーの戦士たち）。
悟空たちが新ナメック星に行きメタルクウラと戦う（100億パワーの戦士たち）。
パラガスが地球にやってくる（熱戦・烈戦・超激戦）。
悟空たちが新惑星ベジータに行きブロリーと戦う（熱戦・烈戦・超激戦）。
地球にデストロンガス装置が送り込まれる（サイヤ人絶滅計画）。
悟空たちが暗黒惑星に行きゴーストライチー、ハッチヒャックと戦う（サイヤ人絶滅計画）。
5月26日
セルゲームが始まる。
悟空、北の界王、バブルスが（アニメではグレゴリーも）セルの自爆で死亡。セルは運良く核が無傷のまま残ったため、復活。
悟飯、セルを倒し悟空の敵を討つ。世間にはミスター・サタンがセルを倒したと報道される。
5月27日
悟空の葬式が行われる。
青年トランクスが未来へ帰る。
5月26日 - 6月末日の間のいずれかの時期
悟空、大界王星に行き、大界王と対面（Z）。
あの世一武道会開催。決勝戦で悟空とパイクーハンが激突する（Z）。
『緊急特番!!人類を救った地球最強の格闘技の超天才、ミスター・サタンのすべて』が放送される。
某月某日
孫悟天誕生。
悟飯たちが天下一大武道大会に出場する（ぶっちぎりの凄い奴）。
悟飯たちがボージャック一味と戦う（ぶっちぎりの凄い奴）。
エイジ770
クリリンと18号が結婚する。
エイジ771
マーロン誕生。
エイジ773
界王神とキビトが、遥か昔に放置された魔人ブウが封印された玉を探索するため地球にやって来る。
エイジ774
4月7日
悟飯がオレンジスターハイスクールに編入し、初登校する。ビーデルと出会う。
グレートサイヤマンが登場。
4月8日
悟飯、ビーデルにグレートサイヤマンの正体がばれる。
某月某日
悟飯たちが地球で復活したブロリーと戦う（超戦士はねむれない）。
5月7日
第25回天下一武道会開催。
悟空がこの世に一日だけ復活する。
魔人ブウが復活。魔人ブウを倒すためにベジータ、自爆技を放ち死亡。
魔導師バビディが魔人ブウに殺される。
悟空、超サイヤ人3に変身。パワーを消耗したため予定より早くあの世に戻る。
老界王神がゼットソードの封印から解き放たれる。悟飯の潜在能力を解放する儀式を始める。
心無い地球人によって、無邪気な魔人ブウと純粋悪のブウに分離。結果、身体が戦闘的になり、性格も残忍な魔人ブウに変化してしまう。
5月8日
魔人ブウの攻撃により、地球人がほぼ全滅する。
ピッコロ、ゴテンクス、悟飯が魔人ブウに吸収される。
老界王神の命と引き換えに、悟空が生き返る。
ベジータがこの世に一日だけ復帰する。
悟空とベジータ、ポタラによる合体でベジットになる。
ピッコロ、ゴテンクス、悟飯が救出されるも、魔人ブウ（純粋）によって地球が消滅する。
ポルンガの力で地球が復活。ベジータ、老界王神、地球人などが生き返る。
全人類の元気を集めた超元気玉で、悟空が魔人ブウを消し去る。
9月7日
神龍によって、一般の地球人から魔人ブウの記憶が消される。
某月某日
ウーブ誕生。

## ドラゴンボールZ・超（魔人ブウ戦決着後）
『ドラゴンボールZ』、『ドラゴンボールGT』（以下『GT』）、『ドラゴンボールZ 龍拳爆発!!悟空がやらねば誰がやる』（以下『龍拳爆発』）、『ドラゴンボール オッス!帰ってきた孫悟空と仲間たち!!』（以下『帰ってきた～』）、『ドラゴンボールZ 神と神』（以下『神と神』）、『ドラゴンボールZ 復活の「F」』（以下『復活の「F」』）、『ドラゴンボール超』（以下『超』）、『ドラゴンボール超 ブロリー』（以下『ブロリー』）などの舞台。
エイジ775 - エイジ776の間のいずれかの時期
魔導師ホイが封印のオルゴールを携えてやってくる（龍拳爆発）。
神龍によってオルゴールの封印が解かれる（龍拳爆発）。
悟空たちが幻魔人ヒルデガーンと戦う（龍拳爆発）。
エイジ775
ブルマがカプセルコーポレーションでパーティーを開く。悟空は恐竜の誕生を見届けて遅刻（Z）。
ドクター・ミュー、宇宙の詐欺師ドルタッキーを配下にし、最強M2ルードを与える（GT）。
ドルタッキー、詐欺師の才能を生かし、イカサマ宗教「ルード教」を作り信者のエネルギー収集を始める（GT）。
アナザーロードで未来トランクスの世界へ（真武道会2）
エイジ776
ミスターサタン主催の記念パーティが開かれる。同時にベジータの弟ターブルとその妻が地球に訪れ、それを追ってきたアボとカド二人のフリーザ軍の残党と悟空たちが対決する（帰ってきた～）。
エイジ777 - エイジ779の間のいずれかの時期
悟飯とビーデルがオレンジスターハイスクール卒業後、結婚。
エイジ778
5月7日
第26回天下一武道会開催。ミスター・サタン優勝。ミスター・ブウ準優勝。
某月某日（ブルマの38歳(実際は45歳)の誕生日パーティーの日）
ウイスの弟子である破壊神ビルスが約39年の眠りから目覚める（神と神、超）。
悟空が超サイヤ人ゴッドに変身し、ビルスに対決を挑む（神と神、超）。
エイジ778 - エイジ779の間のいずれかの時期
某月某日
フリーザ、神龍によりバラバラの状態で蘇る（復活の「F」、超）。
エイジ779
パン誕生。
某月某日（復活の「F」ではフリーザ復活の半年後、超ではフリーザ復活の4ヶ月後）
フリーザ、軍を率いて悟空への復讐のため地球へ襲来（復活の「F」、超）。
悟空・ベジータ・フリーザ、それぞれ神の領域「超サイヤ人ゴッドSS」と「ゴールデンフリーザ」へ変身（復活の「F」、超）。
第7宇宙VS第6宇宙の団体格闘試合開催。第7宇宙が勝利（超）。
未来トランクスが再び助けを求めて現代の世界にやってくる（超）。
タイムマシンで悟空、ベジータ、トランクスが未来の世界へ行き、ゴクウブラック、ザマスと戦う（超）。
悟空が未来の全王を連れて現代の世界へ戻り、現代の全王に紹介する（超）。
未来トランクスとマイがザマスを封印する未来の時代に帰還（超）。
エイジ780
ベジータがブラの誕生を待つため悟空からの修業の誘いを断る（超）。
ブラ誕生。
8つの宇宙による宇宙対抗格闘試合「力の大会」 開催（超）。
力の大会残り約47分 - 約43分の間
第9宇宙消滅（超）。
力の大会残り約39分 - 約37分の間
第10宇宙消滅（超）。
力の大会残り約27分 - 約24分の間
悟空がジレンとの戦いで「身勝手の極意“兆（きざし）”」に覚醒（超）。
力の大会残り約15分 - 約13分の間
第2宇宙消滅（超）。
第6宇宙消滅（超）。
力の大会残り約13分 - 約12分の間
第4宇宙消滅（超）。
力の大会残り約9分 - 約8分の間
第3宇宙消滅（超）。
力の大会残り約8分 - 約7分の間
ベジータが「超サイヤ人ゴッド超サイヤ人・進化」に覚醒（超）。
力の大会残り約2分 - 残り約30秒の間
悟空が「身勝手の極意」を極めて完成させる（超）。
力の大会残り約30秒 - 終了の間
悟空、フリーザと共闘してジレンを場外へ落とす（超）。
人造人間17号が最後まで残る。第7宇宙勝利（超）。
第11宇宙消滅（超）。
力の大会終了後
超神龍の力で、すべての宇宙が復活（超）。
パラガス・ブロリー親子、フリーザとともに地球に来襲。悟空、ベジータと戦う（ブロリー）。
エイジ780 - 781の間のいずれかの時期（ブロリーとの戦い後）
地球にメルスが現れる（漫画版『超』）。
悟空とベジータが新ナメック星に移動（漫画版『超』）。
新ナメック星で悟空とベジータがモロに敗れる（漫画版『超』）。
モロに敗れた1週間後
ポルンガによってモロの魔力が全盛期の状態に戻る（漫画版『超』）。
1週間後
ベジータがヤードラット星で修行を開始（漫画版『超』）。
ベジータがヤードラット星に到着した数日後
悟空がメルスと修行を開始（漫画版『超』）。
セブンスリーが地球に来襲。悟飯、ピッコロ、クリリンたちと戦う（漫画版『超』）。
セブンスリーたちが一旦引き上げる（漫画版『超』）。
2ヶ月後
銀河刑務所の囚人たちが地球に来襲。（漫画版『超』）。
悟空がモロを消し去る（漫画版『超』）。
数ヶ月後
エイジ781頃
グラノラがフリーザの復活を知る（漫画版『超』）。
2日後
グラノラがシリアル星のドラゴンボールを使って宇宙一の戦士となる（漫画版『超』）。
2日後
グラノラがヒータと会う（漫画版『超』）。
しばらく時が流れた後
オイルとマキが地球に到着（漫画版『超』）。
18日後
悟空とベジータがシリアル星に到着（漫画版『超』）。
悟空、グラノラに敗れる（漫画版『超』）。
ベジータがグラノラとの戦いで「我儘の極意」に覚醒（漫画版『超』）。
ヒータ一味のガスがシリアル星のドラゴンボールを使って宇宙一の戦士となる（漫画版『超』）。
ブラックフリーザがガスとエレクを殺しオイルとマキを連れ去る（漫画版『超』）。
エイジ781
5月7日
第27回天下一武道会開催。ミスター・サタン優勝。ミスター・ブウ準優勝。
エイジ781 - エイジ783の間のいずれかの時期
マゼンタとカーマインがドクター・ヘドについて調べる（スーパーヒーロー）。
バタフライ山の事件（漫画版『超』）。
ドクター・ヘドが”霊安室から死体を盗んでコンビニで働かせた”罪で禁固3か月の実刑を受ける（漫画版『超』）。
3ヶ月後
第八刑務所（PRIZSON8刑務所）からドクター・ヘドが出所する（スーパーヒーロー）。
マゼンタとカーマインがドクター・ヘドを勧誘（スーパーヒーロー）。
半年後
エイジ782 - エイジ783の間のいずれかの時期
地球にガンマ1号、ガンマ2号が出現（スーパーヒーロー）。
エイジ784
5月7日
第28回天下一武道会開催。悟空がウーブを連れて旅立つ。

## ドラゴンボールGT
エイジ789頃
悟空、ピラフの手により究極のドラゴンボールで子供の姿になる。
悟空、パン、トランクス、宇宙各地に散らばった究極のドラゴンボールを探す為、地球を出発する。
悟空、ツフル星人が作った寄生型生命体ベビーと遭遇。様々な宇宙人に寄生を繰り返し、パワーを貯め、悪事を繰り返し、悟空の命と宇宙を狙う。
悟空たちが地球を出発してから9ヶ月後、ベビーが地球に襲来。全地球人に寄生して配下にする。
悟空、超サイヤ人4に変身し、ベビーをベジータから追い出して消滅させる。この闘いにより、ツフル人は完全に滅亡する。
究極のドラゴンボールの副作用によって地球が爆発。ただ一人地球に残ったピッコロが死亡したことで、究極のドラゴンボールは消滅。
5月7日
第30回（?）天下一武道会開催。
5月7日以降
ドクター・ゲロとドクター・ミュー、地獄で新17号を開発する。
スーパー17号登場。悟空と18号の連携攻撃に敗れる。
邪悪龍たちが、ドラゴンボールのマイナスエネルギーより出現。
ベジータが超サイヤ人4に変身。悟空とのフュージョンにより、超サイヤ人4ゴジータになり、邪悪龍の超一星龍を圧倒。
悟空、邪悪龍をすべて倒した後、地球人を生き返らせ、神龍とどこかへ旅立つ。
エイジ889頃
孫悟空Jr、病気になったパンを助けるため、パックと一緒に四星球を探しにパオズ山へと向かう。
5月7日
孫悟空Jr、天下一武道会に出場、少年の部の決勝戦では、ベジータJrと対決する。

## 未来トランクスの歴史
トランクスやセルが来なかった歴史。原作の外伝『TRUNKS THE STORY -たったひとりの戦士-』やアニメスペシャル『ドラゴンボールZ 絶望への反抗!!残された超戦士・悟飯とトランクス』（以下『アニメ』）、ガイドブック『『ドラゴンボール大全集』（以下『大全集』）、『ドラゴンボール超』（以下『超』）、『ドラゴンボールZ 真武道会2』（以下『真武道会2』）、『ドラゴンボール ゼノバース』（以下『ゼノバース』）、『ドラゴンボール ゼノバース2』（以下『ゼノバース2』）などの舞台。
本来この世界で暴れていたのは、邪悪な少年19号と少女20号とトランクスが作中で述べていたが、連載中の種々の設定変更によって原作やアニメでは邪悪な少年17号と少女18号が登場しており、設定と台詞に齟齬が生じている。
1996年刊行の大全集や2013年刊行の超全集などのガイドブックでは原作終了時までの情報を反映してため、「悟空たちが亡くなっていたためブウの復活に必要な巨大エネルギーを持つ者が地球にはもういなかったのでブウは登場しなかった」と推測が書かれているが、2015年から放映されたアニメ『超』では界王神と協力して、未来トランクスがバビディとダーブラを倒すことで魔人ブウ復活を阻止した設定が追加された。これによりアニメ『超』公式サイトでは、未来トランクス編歴史年表も公開されている。『真武道会2』では「トランクスがセルを倒した数年後にバビディ一味がブウを復活させるために地球に襲来」となっている。
エイジ764
某月某日
地球に戻ってきた悟空がフリーザ親子を倒す。
某月某日
悟空が心臓病にかかり、人造人間たちと闘うこともなく死亡する。この出来事は、『大全集』では「エイジ764」、『アニメ』では「エイジ767」、『真武道会2』では「エイジ76X」とされている。
エイジ766までの間にブルマとヤムチャが破局する。
エイジ766
トランクス誕生。
エイジ767
少年型と少女型の2体の人造人間が完成（本編では19号と20号、原作・アニメでは17号と18号）。ドクター・ゲロが殺害される。
某月某日
人造人間との戦闘で、多くの戦士が死亡する。原作・アニメ共に判明している戦死者は、ベジータ、ピッコロ、神様、クリリン、ヤムチャ、天津飯、餃子の7人。他にアニメではヤジロベーの戦死も描かれた（しかし、「超」では生存しており、トランクスやマイを助ける）。ピッコロが戦死した為同時に地球の神も消滅し、ドラゴンボールも力を失ったので誰も生き返ることができなくなってしまった。亀仙人、チチ、牛魔王の3人は、アニメでは生存しているが、原作ではどちらの描写もない。なお、本編の歴史ではトランクスが未来からやってくるが、この世界では現れない。人造人間により地球は壊滅状態に。
エイジ780
悟飯が人造人間に殺害される。この出来事は、『ゼノバース2』でも「エイジ780」とされている。
エイジ784
某月某日
タイムマシン完成。
某月某日
人造人間と闘ったトランクスが負傷。
某月某日
トランクス、薬を持ってタイムマシンで過去へ。目的は、悟空の心臓病、人造人間の少年19号・少女20号の情報を伝えるため。トランクス、上記の目的を果たした後、現代へ帰還。この時、本来フリーザ親子は悟空が倒すはずだったことを知る。
某月某日
トランクス、タイムマシンで一時帰還する。
エイジ785
某月某日
トランクス、人造人間の弱点を探るためタイムマシンで再び過去へ。その後、トランクスは本編の歴史を辿り( - 5月27日)精神と時の部屋での修行により大幅なパワーアップを遂げた状態で現代へ帰還。パセリシティで殺戮を繰り返していた（少年19号・少女20号ではなく）少年17号・少女18号を襲撃し破壊する。この出来事は、『大全集』と『ゼノバース』では「エイジ785」、『アニメ』と『真武道会2』では「エイジ786」とされている。
エイジ788
某月某日
セル誕生。
某月某日
トランクス、セルの不意打ちを受けるも、過去でその事を知っていた事で返り討ちにし、平和を取り戻す。この出来事は、『真武道会2』では年代不明。
エイジ不明（セル撃破から数年後）
バビディ一味が地球に襲来する（真武道会2、超）。
エイジ795
ゴクウブラック襲来（超）。
エイジ796
トランクス、タイムマシンで過去へ。目的はゴクウブラックの情報を伝えるため。この出来事は、『超』では年代不明だが『ゼノバース2』では「エイジ796」とされている。
悟空、ベジータ、トランクス、未来の世界に到着。（超）
ゴクウブラックと悟空たちが戦う。ゴクウブラックは超サイヤ人ロゼに変身し、ザマスも現れる。（超）
ザマスとゴクウブラックがポタラで合体する。（超）
悟空とベジータ、ポタラによる合体で超サイヤ人ブルーベジットになる。（超）
悟空が未来の全王を呼び、ザマスを未来の世界ごと消滅させる（超）。
悟空たちは過去の世界へと帰還する。（超）

## セルが来た歴史
本編に登場したセルは、この歴史からやって来た。大全集や超全集などのガイドブックでは「悟空たちが亡くなっていたためブウの復活に必要な巨大エネルギーを持つ者が地球にはもういなかったのでブウは登場しなかった」とされている<。
エイジ764
8月某日
未来よりやってきたトランクスが、地球を襲来したフリーザとコルドを倒す。
原作では倒されたシーンのみだが、アニメでは戦闘シーンも描かれている。
超小型虫型スパイロボットが、セルを造るための細胞をフリーザ親子から採取する。
サイヤ人の細胞は十分だったのでトランクスの分は採取せず。
トランクスが悟空たちに人造人間の情報と心臓病の薬を渡したかは不明。
エイジ767
5月12日
人造人間が少年17号と少女18号として出現。
この時点で悟空は心臓病か戦闘によって死亡している。
ピッコロがドクター・ゲロからスパイロボットの話を聞く。
ベジータが17号達に殺される。
またセルは本編世界の同じ時間軸で
「トランクス!!! なぜあいつが……そうか! あいつタイムマシンでこの時代にも……!」
と驚いているので、こちらの世界では2回目のトランクスの来訪はなかったようである。
エイジ785
トランクスが停止コントローラーを駆使して人造人間17号、18号を倒す。
エイジ788
某月某日
セル誕生。
某月某日
セル、トランクスを殺しタイムマシンを奪うが自分の体には小さすぎたため卵まで自分を退化させ、セットされていた過去へ。目的は人造人間17号・18号を吸収するため。到着後、地中に潜る。この出来事は、『真武道会2』では年代不明。
原作では戦闘シーンはないが、アニメではスーパーサイヤ人に変身せず剣を抜いて反撃するが尻尾で絞殺されている。

## その他の歴史
2013年発売のドラゴンボール超全集では、上記のタイムトラベルによって生まれた3つの未来「本編の歴史」、「トランクスの歴史」、「セルが来た歴史」が示されているが、他にも物語に登場した歴史とは別の歴史があった可能性は否定できないと書かれている。また1996年発売のドラゴンボール大全集では「セルゲーム時にトランクス不在の歴史」という4つ目の未来があるはずと考察されている。『超』では、「ザマスが破壊されなかった歴史」、トランクスとマイが未来に帰って「ザマスを封印する未来の歴史」が生まれた。『ドラゴンボールZ 復活の「F」』と『ドラゴンボール超』では、ウイスの能力で3分時間を戻されているが、これは「やり直し」であって、「過去の改変」ではないので平行世界は生まれない。ただし一回使うと時間軸がズレるため暫く使えない。
『スーパードラゴンボールヒーローズ』時の界王神編では超時空トーナメントに参加してるチーム1が「7604億4392万5761番目の歴史」「分岐した歴史の中でもトップクラスの戦闘スキルを持った生命が育っている」と言及されており、少なくとも7604億4392万5761は分岐した歴史が存在することになる。

## ドラゴンボールオンライン
原作者の鳥山明が全面監修を行うも、日本ではサービス展開されなかった日韓共同製作・開発のオンラインゲーム・MMORPG『ドラゴンボールオンライン』における年表。家庭用ゲーム『ドラゴンボール ゼノバース』シリーズに流用され、アーケードカードゲーム『ドラゴンボールヒーローズ』にも設定が使用されている。「ドラゴンボールオンライン」の年表は、韓国版公式ガイドブック、台湾版攻略本で確認できる。以下に特筆すべき点のみ記述する。
エイジ250
最後の独立国家ヤッホイが降伏し、世界が統一国家になる。
エイジ787
第29回天下一武道会開催。優勝ミスター・サタン、準優勝ミスター・ブウ。デンデがドラゴンボールを封印。
エイジ790
第30回天下一武道会開催。優勝ミスター・サタン、準優勝ミスター・ブウ。ミスター・ブウが同種の仲間がいない寂しさから、理想の伴侶となる女性の魔人「ミセス・ブウ」を魔法で作り出す。
エイジ791
後の「魔人族」の始祖となる赤ちゃん魔人たちを、ブウ夫婦が魔法で作り出す。
エイジ801
死期を悟った孫悟空が最期の決着をつけるため、ベジータを誘って共に地球から旅立ち、行方不明となる。数年後、超新星爆発が確認された。これは二人の戦いの影響かもしれない。
エイジ804
孫悟飯が自身らが持つ力に関する研究をまとめ、体系化した著書『気功科学』を発表。
エイジ805
トランクスと孫悟天が『気功科学』の影響で「気功剣術」を発案。
エイジ820
ミスター・サタン死去。国葬になる。フリーザ軍の残党が地球に襲来。「気功剣術」で戦うトランクスと悟天の活躍により、「剣術家」が誕生する。ブルマが西の都をカプセル都市化。地球の危機に孫悟飯らかつての戦士たちが亀仙人の下に集まり、フリーザ軍残党を撃退する。彼らの気功格闘術は世界の話題となり、世界全体で「気」に関する関心が高まっていく。
エイジ821
亀仙人からの要請を受け、クリリンが「新亀仙流」、天津飯が「新鶴仙流」を開く。
エイジ824
「ブルマ財団」が創設。「天下一科学博覧会」が始まる。科学が驚異的な発展を遂げる。
エイジ825
かつて魔人ブウに助けられた盲目の少年が成長して「ビイ」と名乗り、テーマパーク「ブウビイワールド」をオープン。
エイジ851
謎の戦士「ミラ」と彼が率いる軍勢に襲われ、新ナメック星が消失。ナメック星人が地球に移住していく。
エイジ853
ナメック星人の龍族たちがモンスターの研究を開始。デンデの弟・カルゴにより、専門職「ポコポコ導師」が誕生。
エイジ855
カプセルコーポレーション宇宙研究所開設。
エイジ962
カプセルコーポレーション250周年記念。人類の歴史をまとめた「カプセルコーポレーション歴史博物館」がオープン。
エイジ990
暗黒魔界の王ダーブラの妹・トワがタイムマシンで出現。ドクター・ゲロの研究所跡地を調査。治安の悪化が目立つようになる。デンデが「ポポの石」を各地に配置する。
エイジ991
天下一武道会に武器や防具の使用、ロボットの出場を認めた新種目「アルティメットバトル」が新設される。
エイジ996
8月某日
セルとの闘いの後、タイムパトロールとなった未来のトランクスがタイムマシンで出現。ミラの存在と宇宙の危機を訴える。ピッコロが地球の危機の調査を開始。
10月某日
ピッコロが調査から帰還、現在の地球にはその脅威に対抗しうる戦士が存在しないことを告げる。地球人から新たな救世主が現れることを促すため、デンデがドラゴンボールを復活させる。
エイジ1000
「新しい戦士」と呼ばれる人間・ナメック星人・魔人族などの新世代の戦士が多く育っており、地球に迫る様々な危機のために修行・冒険を続けている。DBOの舞台となる時代。
エイジ2000
ミラが率いる軍勢が地球を侵略しようとしており、更に強い力を得るため、エネルギー吸収装置で生命エネルギーを集め、孫悟空のDNAを得るためにタイムマシンに乗って過去へと襲来する。